# ميغيل بوفيدا
ميغيل بوفيدا (بالإسبانية: Miguel Poveda)‏ هو مغني إسباني، ولد في 13 فبراير 1973 في برشلونة في إسبانيا.

## وصلات خارجية
- ميغيل بوفيدا على موقع IMDb (الإنجليزية)
- ميغيل بوفيدا على موقع ميوزك برينز (الإنجليزية)
- ميغيل بوفيدا على موقع أول ميوزيك (الإنجليزية)
- ميغيل بوفيدا على موقع ديسكوغز (الإنجليزية)
- ميغيل بوفيدا على موقع قاعدة بيانات الفيلم (الإنجليزية)